# Vajont - Per non dimenticare
Vajont - Per non dimenticare è un film documentario del 2019 diretto da Andrea Prandstraller e Nicola Pittarello.
Il film ripercorre con immagini di repertorio il disastro del Vajont.

## Distribuzione
Il documentario è stato distribuito nelle sale cinematografiche a partire dal 9 ottobre 2019. In concomitanza Rai 1, durante la trasmissione Unomattina, ha dedicato parte del proprio spazio televisivo all'uscita del film.